# Viburnum subcordatum
Viburnum subcordatum är en desmeknoppsväxtart som först beskrevs av William Trelease, och fick sitt nu gällande namn av Rivas Mart., Lousã, Fern.Prieto, E.Días, J.C.Costa och C.Aguiar. Viburnum subcordatum ingår i släktet olvonsläktet, och familjen desmeknoppsväxter. Inga underarter finns listade i Catalogue of Life.